# Нижнее Лабкомахи
Нижнее Лабкомахи (дарг. УбяхӀ Лябхъумахьи) — село в Левашинском районе Дагестана. Входит в состав сельского поселения Сельсовет Верхне-Лабкомахинский.

## География
Расположено в 12 км к юго-востоку от районного центра села Леваши, на реке Халагорк.

## Население
| 1895 | 1926 | 1939 | 1970 | 1989 | 2002 | 2010 |
| ---- | ---- | ---- | ---- | ---- | ---- | ---- |
| 416  | ↘325 | ↗401 | ↘330 | ↘205 | ↗226 | ↗365 |
| 2021 |      |      |      |      |      |      |
| ↘274 |      |      |      |      |      |      |